# Épitomé d'Athanase
L'Épitomé ou Syntagma d'Athanase (en latin : Epitome ou Syntagma Athanasii) désigne un ouvrage d'Athanase d'Émèse qui a eu pour but de « faciliter la consultation de l'ensemble des cent soixante-huit novelles de Justinien, qui furent publiées l'une après l'autre, pour répondre à des questions successives, et qui ne formaient pas un ensemble raisonné et systématique comme les grandes collections juridiques antérieures. »